# UFC 50
UFC 50: The War of '04 fue un evento de artes marciales mixtas celebrado por Ultimate Fighting Championship el 22 de octubre de 2004 en el Trump Plaza, en Atlantic City, Nueva Jersey, Estados Unidos.

## Historia
Travis Lutter reemplazo a Patrick Côté, quien ocupó el lugar de Guy Mezger en el evento principal.

## Resultados

### Tarjeta preliminar
- Peso semipesado: Travis Lutter vs. Marvin Eastman

Lutter derrotó a Eastman vía KO (golpe) en el 0:31 de la 2ª ronda.
- Peso medio: Ivan Salaverry vs. Tony Fryklund

Salaverry derrotó a Fryklund vía sumisión (triángulo de cuerpo) en el 1:36 de la 1ª ronda.

### Tarjeta principal
- Peso medio: Evan Tanner vs. Robbie Lawler

Tanner derrotó a Lawler vía sumisión (triangle choke) en el 2:22 de la 1ª ronda.
- Peso wélter: Frank Trigg vs. Renato Verissimo

Trigg derrotó a Verissimo vía TKO (golpes) en el 2:11 de la 2ª ronda.
- Peso medio: Rich Franklin vs. Jorge Rivera

Franklin derrotó a Rivera vía sumisión (armbar) en el 4:28 de la 3ª ronda.
- Peso semipesado: Tito Ortiz vs. Patrick Côté

Ortiz derrotó a Côté vía decisión unánime (30–27, 30–26, 30–26).
- Campeonato de Peso Wélter: Matt Hughes vs. Georges St-Pierre

Hughes derrotó a St-Pierre vía sumisión (armbar) en el 4:59 de la 1ª ronda.